# Christophe Rochus
Christophe Rochus (Namur, 15 de Dezembro de 1978) é um ex-tenista profissional belga, dentro do circuito da ATP, Rochus, viveu seu melhor ano na temporada 2006, com seu melhor ranking, em simples e duplas, ele possuí um título em nível duplas, é o irmão mais velho de Olivier Rochus.

## Conquista
Duplas
- 2003 ATP de Valencia, Espanha ao lado de Juan Carlos Ferrero.

## Ligações Externas
- Perfil na ATP